# Orovnica
Orovnica – wieś (obec) na Słowacji położona w kraju bańskobystrzyckim, w powiecie Žarnovica. Pierwsze wzmianki o miejscowości pochodzą z 1209 roku.
Według danych z dnia 31 grudnia 2012 roku, wieś zamieszkiwały 553 osoby, w tym 269 kobiet i 284 mężczyzn.
W 2001 roku rozkład populacji względem narodowości i przynależności etnicznej wyglądał następująco:
- Słowacy – 97,94%
- Czesi – 0,56%
- Romowie – 0,19%

Ze względu na wyznawaną religię struktura mieszkańców kształtowała się w 2001 roku następująco:
- Katolicy rzymscy – 92,9%
- Grekokatolicy – 0,19%
- Ewangelicy – 1,12%
- Ateiści – 2,24%
- Przedstawiciele innych wyznań – 0,37%
- Nie podano – 2,43%